# 永井秀樹 (オートレース選手)
永井 秀樹（ながい ひでき、1973年10月16日 - 2009年9月27日）は、日本のオートレース選手。群馬県出身。元伊勢崎オートレース場所属。25期。

## 選手データ
- プロフィール
  - 選手登録 1997年4月1日
  - ランク 21年度前期適用ランク:B-1
- 生涯成績
  - 通算優勝回数:0回
  - 1着:132回
  - 2着:164回
  - 3着:137回
  - 着外:802回

## 殉職
2009年9月27日の飯塚オートレース場第7レースにおいて、他の選手のスリップ落車に巻き込まれて落車し、後続車と接触する事故により受傷。心肺停止の状態で飯塚病院に搬送されたが、同日16時7分、頭蓋骨骨折および頭蓋底骨折のため死亡した。35歳没。オートレースでの殉職事故は本件で92例目。飯塚では1999年に中村政信が死亡する殉職事故が発生している。